# 洪家耀
洪家耀（英文名：Samuel）是香港的海豚研究者、保育者，曾任香港海豚保育學會會長。

## 生平
1997年回香港進行海豚研究工作。2003年成立香港海豚保育學會，擔任會長，直至2017年退任，目前擔任學會的學術顧問。
洪家耀反對圈養海豚、海豚表演，強烈批評海洋公園，稱海洋公園「假保育」、剝削海豚的自由權利、海豚表演是勞役動物。2015年9月，針對專欄作家屈穎妍在專欄文章〈圈養都可以有愛〉中稱圈養海豚者也愛動物、反對圈養海豚者應質問為何要養狗的言論，洪家耀表示：「貓狗是寵物，海豚是野生動物，我反對圈養海豚，是因為海豚需要的空間好多，野外生存空間和人工空間是天淵之別，而且野生動物不用倚賴人，甚至是生態組成的重要部分。」
洪家耀對香港海豚數量逐年下降的現象倍感憂心，常批評政府工程如港珠澳大橋工程、香港國際機場第三跑道工程影響生態，恐致使海豚絕跡。